# 卡那卡那富族穿山甲傳說
卡那卡那富族穿山甲傳說，是台灣卡那卡那富族神話中關於穿山甲的傳說，主要描述穿山甲（Hiae moza）如何幫助受到外族壓迫的族人排除威脅、並受到族人尊敬的傳說。

## 傳說

### 搭救
據說過去有一位很漂亮的卡那卡那富族女性，拒絕了一位外族頭目（一說漢人官員）的追求，被拒絕的頭目懷恨在心，便假裝邀請那位女性和她的家人來作客，並事先設好了陷阱，讓那位女性掉進洞中囚禁、藉此來逼迫對方接受自己（一說想直接活埋殺死她）。而穿山甲當時跟族人的關係很好，在得知情況後，便從很遠的地方挖洞過去把女性救走，將女性照顧好之後送回家裡。

### 報仇
為了報復那名頭目，穿山甲合謀女性的家人，用她救出來後第一次的洗澡水釀酒、還請巫師對水施加詛咒，等到酒釀完後，他們便邀請那位頭目和家人來喝酒，不知情的頭目來到家裡後，雖然覺得那位被自己陷害的女性很眼熟，但因為她當時已經相當瘦了所以沒有看出來，並且喝下了用洗澡水釀的酒，結果當場就死掉了，女性的家人這時對隨行而來的頭目家人們接露女性的身分，頭目家人們連忙對她下跪賠罪，雙方的關係才終於緩和下來，但因為喝了毒酒，所以頭目一家人後來也都死了，而拯救了女性並為她報仇的穿山甲則獲得了族人的尊敬。

## 文化
卡那卡那富族的傳統文化中，族人是不吃穿山甲的，就算獵到了也會把牠放走，如果遇到的是已經死掉的穿山甲，還會在牠們身上鋪上草，以表尊敬。